# Марко Антоніо да Сілва
Марко Антоніо да Сілва (порт. Marco Antônio da Silva, нар. 9 травня 1966, Белу-Оризонті) — бразильський футболіст, що грав на позиції півзахисника.
Виступав, зокрема, за клуби «Атлетіко Мінейру» та «Інтернасьйонал», а також національну збірну Бразилії.

## Клубна кар'єра
Маркіньюш розпочав кар'єру нравця у 1985 році в клубі «Атлетіко Мінейру». У бразильському чемпіонаті дебютував 13 вересня 1987 року у переможному (5:1) поєдинку проти «Сантуса». Цей дебют вийшов дуже вдалим для гравця, оскільки на 38-ій хвилині він відзначився голом. З «Галу» чотири рази ставав переможцем штату Мінас-Жерайс — Ліги Мінейро — у 1985, 1986, 1988 та 1989 роках.
Протягом 1992—1993 років захищав кольори «Інтернасьйонала». У футболці «Інтера» став переможцем кубку Бразилії і чемпіонату штату Ріу-Гранді-ду-Сул — Ліги Гаушу 1992 року. У 1994 році Маркіньюш виїхав до Японії, де став гравцем команди «Сересо Осака». У клубі з Осаки гравець виступав протягом трьох сезонів, при цьому у Джей-лізі зіграв 55 матчів та відзначився 19-ма голами.
У 1997 році повернувся до «Атлетіко Мінейру». У футболці «Атлетіко Мінейру» 12 грудня 1997 року у програному (0:1) матчі проти «Сантосу» востаннє виходив на поле у вищому дивізіоні бразильського чемпіонату. Протягом 1987—1997 років у чемпіонаті Бразилії зіграв 105 матчів та забив 10 м'ячів. У футболці «Галу» загалом провів 269 поєдинків, в яких відзначився 45-ма голами.
Завершив професійну ігрову кар'єру у клубі «Америка Мінейру» у 1998 році.

## Виступи за збірну
12 грудня 1990 року зіграв свій єдиний матч у складі національної збірної Бразилії в нічийному (0:0) товариському поєдинку проти збірної Мексики.

## Клубна статистика
| Клубна статистика | Клубна статистика | Клубна статистика | Ліга  | Ліга | Кубок            | Кубок            | Кубок ліги      | Кубок ліги      | Загалом | Загалом |
| Сезон             | Клуб              | Ліга              | Матчі | Голи | Матчі            | Голи             | Матчі           | Голи            | Матчі   | Голи    |
| Японія            | Японія            | Японія            | Ліга  | Ліга | Кубок Імператора | Кубок Імператора | Кубок Джей-ліги | Кубок Джей-ліги | Загалом | Загалом |
| ----------------- | ----------------- | ----------------- | ----- | ---- | ---------------- | ---------------- | --------------- | --------------- | ------- | ------- |
| 1994              | Сересо Осака      | Футбольна Ліга    | 29    | 21   | 5                | 2                | 1               | 0               | 35      | 23      |
| 1995              | Сересо Осака      | Джей-ліга         | 39    | 16   | 1                | 0                | -               | -               | 40      | 16      |
| 1996              | Сересо Осака      | Джей-ліга         | 16    | 3    | 0                | 0                | 8               | 1               | 24      | 4       |
| Країна            | Японія            | Японія            | 84    | 40   | 6                | 2                | 9               | 1               | 99      | 43      |
| Загалом           | Загалом           | Загалом           | 84    | 40   | 6                | 2                | 9               | 1               | 99      | 43      |

## Статистика у збірній
| національна збірна Бразилії | національна збірна Бразилії | національна збірна Бразилії |
| Рік                         | Матчі                       | Голи                        |
| --------------------------- | --------------------------- | --------------------------- |
| 1990                        | 1                           | 0                           |
| Загалом                     | 1                           | 0                           |

## Досягнення
- Кубок Бразилії
  -  Володар (1): 1992

- Ліга Гаушу
  -  Володар (1): 1992

- Ліга Мінейро
  -  Володар (4): 1985, 1986, 1988, 1989